# Rians (Var)
Rians é uma comuna francesa na região administrativa da Provença-Alpes-Costa Azul, no departamento de Var. Estende-se por uma área de 96,87 km². Em 2010 a comuna tinha 4 339 habitantes (densidade: 44,8 hab./km²).